# Fernando Marías Amondo
Œuvres principales
- L'Enfant des colonels (2001)
- Cielo abajo (es) (2005)

Fernando Marías Amondo, né à Bilbao le 3 juin 1958 et mort le 5 février 2022 à Madrid, est un écrivain espagnol de langue castillane.

## Biographie
En 1975, Fernando Marías s'installe à Madrid et y étudie le cinéma.
Ses débuts littéraires commencent par l'écriture de scénarios de séries télévisées, dont les remarquées Páginas ocultas de la historia ; puis, en 1990, sa carrière d'écrivain est lancée par la publication de son premier roman (es) La luz prodigiosa (La Lumière prodigieuse).
Sorti en 1996 en Espagne, Esta noche moriré est publié en France en 2007 sous le titre Je vais mourir cette nuit et dans une traduction de Raoul Gomez. Il est le premier livre de Fernando Marías traduit en français. 
En 2001, le prestigieux Prix Nadal lui est décerné pour son roman El niño de los coroneles, qui est son deuxième livre traduit en français, sous le titre L'Enfant des colonels, toujours dans une traduction de Raoul Gomez, et toujours aux Éditions Cénomane. En 2006, il reçoit le Prix national de Littérature infantile et juvénile pour Cielo abajo (es).
En 2012, son roman Invasor (traduit sous le titre Invasion) est adapté au cinéma par Daniel Calparsoro.
Il est mort au matin du 5 février 2022 des suites d'une hépatite auto-immune.

## Œuvres
- (es) La luz prodigiosa, 1990 La Lumière prodigieuse, Le Mans, traduction de Raoul Gomez, Éditions Cénomane, 2010, 125 pages  (ISBN 978-2-916329-32-1)
- (es) Esta noche moriré, 1992 Je vais mourir cette nuit, Le Mans, traduction de Raoul Gomez, Éditions Cénomane, 2007, 124 pages  (ISBN 978-2-9163-2905-5) ; réédition, Arles, Actes Sud, coll. « Babel » no 1293, 2015  (ISBN 978-2-330-03945-5)
- (es) Páginas ocultas de la historia, 1997, en collaboration avec l'écrivain, également de Bilbao, Juan Bas
- (es) Los fabulosos hombres película, 1998
- (es) El niño de los coroneles, 2001 L'Enfant des colonels, Le Mans, traduction de Raoul Gomez, Éditions Cénomane, 2009, 521 pages  (ISBN 978-2-916329-20-8) ; réédition, Arles, Actes Sud, coll. « Babel » no 1209, 2013  (ISBN 978-2-330-02460-4)
- (es) La batalla de Matxitxako, 2001
- (es) La mujer de las alas grises, 2003
- (es) Invasor, 2004 Invasion, traduction de Raoul Gomez, Le Mans, Éditions Cénomane, 2013, 204 pages  (ISBN 978-2-916329-46-8) ; réédition, Arles, Actes Sud, coll. « Babel » no 1970, 2024  (ISBN 978-2-330-19744-5)
- (es) Cielo abajo (es), 2005
- (es) El mundo se acaba todos los días, 2005

## Sur quelques livres

### La Lumière prodigieuse
Officiellement, Federico García Lorca a été fusillé à 4 h 45 du matin le 19 août 1936, sur le chemin qui va de Víznar à Alfacar par des rebelles anti-républicains. Et pourtant, en août 1986, au buffet de la gare, après une nuit d'attente, de boissons, de confidences, un vieux solitaire, vaguement clochard, 75 ans, petit, maigre et nerveux, passablement soûl, livre une version différente à son voisin journaliste venu de loin faire un reportage au cinquantième anniversaire de sa mort. Parmi tous les petits métiers, il est à l'été 36 livreur de pain à la campagne avec un triporteur.
Il ramasse dans un fossé un presque cadavre, qu'il soigne, malgré deux semaines de quasi-coma. Au réveil, muet, amnésique, dépendant, il subit et survit, vite transféré dans un hospice auprès d'un vieille sœur compatissante. À sa mort, en 1947, il s'enfuit, c'est ce que découvre le livreur, devenu contremaître et gardien de la propriété de son patron (anciennement boulanger). Un peu après 1960, le patron vend le domaine, licencie le gardien, avec une bonne prime, qu'il dépense à jouer, boire, sortir dans les tavernes. Un soir de "livraison", il croise un mendiant (p. 46), son "obligé"...

## Scénarios cinématographiques
- El segundo nombre, 2001
- La luz prodigiosa, 2002

## Adaptation de son œuvre au cinéma
- 2012 : Invasor, film espagnol de Daniel Calparsoro, d'après son roman éponyme, traduit en français sous le titre Invasion.

## Récompenses
- Prix Nadal 2001
- Prix national de Littérature infantile et juvénile 2006
- Prix Biblioteca Breve 2015